# Imre Harangi
Imre Harangi (Nyíradony, 16 ottobre 1913 – Budapest, 4 febbraio 1979) è stato un pugile ungherese.

## Palmarès

### Olimpiadi
- Oro a Berlino 1936 nei pesi leggeri.